# Donald Carcieri
Donald Louis Carcieri (East Greenwich, 16 de diciembre de 1942) es un político estadounidense, miembro del Partido Republicano, que se desempeñó como Gobernador de Rhode Island entre 2003 y 2011.

## Biografía
Nació y creció en East Greenwich, Rhode Island, hijo de Marguerite E. (née Anderson) y Nicola J. Carcieri, entrenadora de fútbol y baloncesto en East Greenwich High School. Jugó al béisbol, baloncesto y fútbol mientras estaba en la escuela secundaria y recibió una beca universitaria. Se graduó de la Universidad Brown con un título en relaciones internacionales. Comenzó su carrera como profesor de matemáticas de secundaria, trabajando en Newport (Rhode Island) y Concord (Massachusetts). Años más tarde se convirtió en banquero y empresario, llegando a convertirse en vicepresidente ejecutivo de Old Stone Bank.
En 1981, Carcieri y su familia se mudaron a Kingston (Jamaica), donde trabajó para Catholic Relief Services. Dos años después, regresó a Rhode Island y se convirtió en ejecutivo del Grupo Cookson (de industria de materiales). Se convirtió en director general conjunto de Cookson y director ejecutivo de la subsidiaria en Estados Unidos, Cookson America.
Se postuló para gobernador de Rhode Island en 2002. En las elecciones primarias republicanas, derrotó a James Bennett, quien había obtenido el respaldo del Partido Republicano estatal. En las generales derrotó a la candidata demócrata. Fue reelecto en 2006.